# Srčna mišičnina
Srčna mišičnina (imenovana tudi srčna mišica ali miokardij) je ena od treh vrst mišičnine pri vretenčarjih, drugi dve pa sta skeletna in gladka mišičnina. Je nehotna prečno progasta mišičnina in gradi večino srčne stene. Miokardij tvori debelo srednjo plast med zunanjo plastjo srčne stene (epikardij) in notranjo plastjo (endokardij), oskrbuje pa se s krvjo, ki jo dovaja koronarni obtok. Sestavljen je iz posameznih srčnih mišičnih celic (kardiomiocitov), ki so medsebojno povezane z interkalarnimi diski, obdanimi s kolagenskimi vlakni in drugimi snovmi, ki tvorijo zunajcelični matriks.
Srčna mišičnina se krči na podoben način kot skeletna mišičnina, vendar z nekaj pomembnimi razlikami. Električna stimulacija v obliki akcijskega potenciala sproži sproščanje kalcija iz sarkoplazemskega retikuluma, notranje zaloge kalcija v celici. Zvišanje kalcija povzroči, da celični miofilamenti zdrsnejo drug mimo drugega v procesu, ki se imenuje sklopitev ekscitacije s kontrakcijo.
Bolezni srčne mišičnine so izjemno pomembne. Sem spadajo stanja, ki jih povzroča omejena oskrba mišičnine s krvjo, vključno z angino pektoris in miokardnim infarktom, ter druge bolezni srčne mišičnine, znane kot kardiomiopatije.

## Zgradba
Glavnino srca tvori srčno mišično tkivo ali miokardij. Srčna stena je trislojna struktura z debelo plastjo miokardija, ki je stisnjen med notranji endokardij in zunanji epikardij (imenovan tudi visceralni perikardij). Endokardij prekriva srčne votline od znotraj, pokriva srčne zaklopke in se povezuje z endotelijem, ki obdaja krvne žile, ki se povezujejo s srcem. Na zunanji strani miokardija je epikardij, ki je del perikardija, vreče, ki obdaja, ščiti in maže srce. V miokardiju je več plasti srčnih mišičnih celic ali kardiomiocitov. Plasti mišičnine, ki se ovijajo okoli levega prekata, najbližjega endokardiju, so usmerjene pravokotno na tiste, ki so najbližje epikardiju. Ko se te plasti usklajeno krčijo, omogočajo, da se prekat hkrati stisne v več smereh – vzdolžno (postane krajši od vrha do dna), radialno (postane ožji od ene strani do druge) in z vzvojem (podobno kot vlažna krpa pri ožemanju), da se z vsakim srčnim utripom iz srca iztisne največja možna količina krvi.
Pri krčenju srčne mišičnine se porablja veliko energije, zato je potreben stalen pretok krvi za zagotavljanje kisika in hranil. Kri prinašajo v miokardij koronarne arterije. Te izvirajo iz korena aorte in ležijo na zunanji ali epikardialni površini srca. Koronarne žile nato odvajajo kri v desni atrij.

### Histologija
Mikroskopsko podobo srčne mišičnine lahko primerjamo z zidom hiše. Večino zidu tvorijo opeke, ki so v srčni mišičnini posamezne srčne mišične celice ali kardiomiociti. Malta, ki obdaja opeke, je v primeru srčne mišičnine zunajcelični matriks, ki ga proizvajajo podporne celice, imenovane fibroblasti. Tako kot zidovi hiše vsebujejo električne žice in vodovodno napeljavo, tudi srčna mišičnina vsebuje specializirane celice za hitro prevajanje električnih signalov (srčni prevodni sistem) in krvne žile, ki v mišične celice privedejo hranila in odstranijo odpadne snovi (koronarne arterije, vene in kapilarna mreža). 

#### Srčne mišične celice
Srčne mišične celice ali kardiomiociti so krčljive celice, ki srcu omogočajo črpanje. Vsak kardiomiocit se mora skrčiti v koordinaciji s sosednjimi celicami – imenovanimi funkcionalni sincicij – ki učinkovito črpajo kri iz srca, če pa se ta koordinacija poruši, srce kljub krčenju posameznih celic ne bo črpalo krvi, kar se npr. lahko zgodi pri nenormalnih srčnih ritmih, kakršen je ventrikularna fibrilacija.
Pod mikroskopom so srčne mišične celice približno pravokotne in merijo od 100 do 150 μm ali od 30 do 40 μm. Konci posameznih srčnih mišičnih celic so medsebojno povezani z interkalarnimi diski, tako da celice tvorijo dolga vlakna. Vsaka celica vsebuje miofibrile, specializirana beljakovinska vlakenca, ki drsijo drugo mimo drugega. Ta so organizirana v sarkomere, temeljne kontraktilne enote mišičnih celic. Enakomerna organizacija miofibril v sarkomere daje srčnim mišičnim celicam pri pogledu skozi mikroskop črtast oziroma progast videz, podobno kot pri skeletni mišičnini. Te proge ustvarjajo svetlejši pasovi I, sestavljeni pretežno iz beljakovine, imenovane aktin, in temnejši pasovi A, sestavljeni predvsem iz miozina.
Kardiomiociti vsebujejo T-tubule, membranske vrečke, ki potekajo s površine v notranjost celic, kar pomaga izboljšati učinkovitost krčenja. Večina teh celic vsebuje samo eno jedro (čeprav imajo lahko tudi štiri), za razliko od skeletnih mišičnih celic, ki običajno vsebujejo veliko jeder. Srčne mišične celice vsebujejo veliko mitohondrijev, ki celici v obliki adenozin trifosfata (ATP) zagotavljajo potrebno energijo, zato so zelo odporne proti utrujenosti. 

##### Tubuli T
Tubuli T so mikroskopske cevke, ki potekajo s celične površine globoko v notranjost celic. Neprekinjeno se nadaljujejo s celične membrane, gradi jih ista fosfolipidna dvojna plast in so na površini celice propustne za zunajcelično tekočino, ki obdaja celico. Tubuli T v srčni mišičnini so večji in širši od tistih v skeletni mišičnini, vendar manj številni. V središču celic se združijo ter tečejo v celico in vzdolž nje kot transverzalno-aksialno omrežje. Znotraj celic ležijo blizu sarkoplazemskega retikuluma, notranje zaloge kalcija v celici. Tu se en sam tubul pari z delom sarkoplazemskega retikuluma, imenovanim končna cisterna, v kombinaciji, imenovani diada. 
Tubuli T so namenjeni hitremu prenosu električnih impulzov, znanih kot akcijski potenciali, s celične površine v jedro celic in pomagajo uravnavati koncentracijo kalcija v celici v procesu, znanem kot sklopitev ekscitacije s kontrakcijo.

##### Interkalarni diski
Srčni sincicij je mreža kardiomiocitov, povezanih z interkalarnimi diski, ki omogočajo hiter prenos električnih impulzov po omrežju in sinciciju omogočajo usklajeno krčenje miokarda. Obstajata atrijski sincicij in ventrikularni sincicij, ki sta povezana s srčnimi veznimi vlakni. Električna upornost interkalarnih diskov je zelo majhna, kar omogoča prosto difuzijo ionov. Ioni se vzdolž osi srčnih mišičnih vlaken gibljejo tako zlahka, da lahko akcijski potenciali potujejo iz ene srčne mišične celice v drugo z le majhnim uporom. Oba sincicija delujeta po načelu zakona vse ali nič.
Interkalarni diski so zapletene adherentne strukture, ki posamezne kardiomiocite povezujejo z elektrokemijskim sincicijem (v nasprotju s skeletno mišičnino, ki pri razvoju zarodka sesalcev postane večcelični sincicij). Diski so odgovorni predvsem za prenos sile pri mišičnem krčenju. Interkalarni diski so sestavljeni iz treh različnih vrst celičnih stikov: adherentnih stikov (sidranih z aktinskimi filamenti), dezmosomov (sidranih z intermediarnimi filamenti) in presledkovnih stikov. Omogočajo širjenje akcijskih potencialov med srčnimi mišičnimi celicami, tako da omogočajo prehajanje ionov med celicami, kar povzroči depolarizacijo srčne mišičnine. Molekularnobiološke in celovite študije so nedvoumno pokazale, da so interkalarni diski pretežno sestavljeni iz stikov mešanega tipa, imenovanih area composita (množ. areae compositae), ki predstavljajo združitev značilnih desmozomskih beljakovin in beljakovin fascia adhaerens (v nasprotju z različnimi epiteliji).   Strokovnjaki v literaturi opisujejo velik pomen teh ugotovitev za razumevanje podedovanih kardiomiopatij (npr. aritmogene kardiomiopatije desnega prekata).
Pod svetlobnim mikroskopom so interkalarni diski videti kot tanke, običajno temno obarvane črte, ki ločijo sosednje srčne mišične celice. Potekajo pravokotno na smer mišičnih vlaken. Pod elektronskim mikroskopom se zdi potek interkalarnih diskov bolj zapleten. Pri majhni povečavi so lahko videti kot zvita elektronsko gosta struktura, ki prekriva mesto zakritih črt Z. Pri veliki povečavi je potek interkalarnih diskov videti še bolj zvit, tako da se vzdolžni in prečni predeli pojavijo v vzdolžnem prerezu.

#### Fibroblasti
Srčni fibroblasti so vitalne podporne celice v srčni mišičnini. Ne morejo ustvarjati močnih kontrakcij, kot jih kardiomiociti, vendar so v veliki meri odgovorni za ustvarjanje in vzdrževanje zunajceličnega matriksa, ki tvori malto, v katero so vgrajene kardiomiocitne opeke. Fibroblasti igrajo ključno vlogo pri odzivanju na poškodbe, kot je miokardni infarkt. Po poškodbi se lahko fibroblasti aktivirajo in spremenijo v miofibroblaste – celice, ki se vedejo podobno kot fibroblasti (ki ustvarjajo zunajcelični matriks) in gladke mišične celice (ki so sposobne krčenja). V tej funkciji lahko fibroblasti popravijo poškodbo z ustvarjanjem kolagena, medtem ko se nežno skrčijo, da približajo robove poškodovanega območja.
Fibroblasti so sicer manjši, vendar številčnejši od kardiomiocitov, na kardiomiocit pa se lahko hkrati veže več fibroblastov. Ko so pritrjeni na kardiomiocit, lahko vplivajo na električne tokove, ki prehajajo skozi površinsko membrano srčne mišične celice, in pravimo, da so električno sklopljeni. Druge možne vloge fibroblastov vključujejo električno izolacijo prevodnega sistema srca in sposobnost preoblikovanja v druge vrste celic, vključno s kardiomiociti in adipociti.

#### Zunajcelični matriks
Če nadaljujemo analogijo srčne mišičnine z zidom, je zunajcelični matriks malta, ki obdaja kardiomiocitne in fibroblastne opeke. Matriks sestavljajo beljakovine, kot sta kolagen in elastin, skupaj s polisaharidi (sladkornimi verigami), znanimi kot glikozaminoglikani. Skupaj te snovi dajejo srčnim mišičnim celicam moč in oporo, zagotavljajo srčni mišičnini elastičnost in z vezavo vode ohranjajo srčne mišične celice hidrirane.
Matriks v neposrednem stiku s srčnimi mišičnimi celicami je bazalna membrana in ga večinoma sestavljata kolagen tipa IV in laminin. Kardiomiociti se povezujejo z bazalno membrano prek specializiranih glikoproteinov, imenovanih integrini.

## Fiziologija
Fiziologija srčne mišičnine je zelo podobna fiziologiji skeletne mišičnine. Osnovna naloga obeh vrst mišičnine je krčenje, ki se v obeh primerih začne z značilnim pretokom ionov skozi celično membrano, znanim kot akcijski potencial. Akcijski potencial nato sproži krčenje mišičnine s povečanjem koncentracije kalcija v citosolu.
Mehanizem, s katerim se zviša koncentracija kalcija v citosolu, se med skeletno in srčno mišičnino razlikuje. Akcijski potencial v srčni mišičnini vključuje notranji tok natrijevih in kalcijevih ionov. Pretok natrijevih ionov je hiter, toda zelo kratkotrajen, medtem ko se pretok kalcija ohranja in ustvarja fazo platoja, značilno za akcijske potenciale srčne mišičnine. Sorazmerno majhen pretok kalcija skozi kalcijeve kanale tipa L sproži veliko večje sproščanje kalcija iz sarkoplazemskega retikuluma, kar se imenuje sproščanje kalcija, ki ga sproža kalcij. Nasprotno pa v skeletni mišičnini med akcijskim potencialom teče v celico minimalno kalcija in je sarkoplazemski retikulum v teh celicah neposredno povezan s površinsko membrano. To razliko lahko ponazorimo z ugotovitvijo, da je za krčenje vlaken srčne mišičnine potreben kalcij v raztopini, ki obdaja celico, medtem ko se vlakna skeletne mišičnine krčijo brez zunajceličnega kalcija.
Med krčenjem srčne mišične celice drsijo dolgi beljakovinski miofilamenti, usmerjeni vzdolž celice, drug čez drugega, kar imenujemo hipoteza drsečih filamentov. Obstajata dve vrsti miofilamentov, debeli filamenti, sestavljeni iz beljakovine miozin, in tanki filamenti, sestavljeni iz beljakovin aktin, troponin in tropomiozin. Ko debeli in tanki filamenti drsijo drug mimo drugega, postaja celica krajša in debelejša. V mehanizmu, znanem kot kroženje prečnih mostičkov, se kalcijevi ioni vežejo na beljakovino troponin, ki skupaj s tropomiozinom nato odkrije ključna vezavna mesta na aktinu. Miozin se v debelem filamentu nato lahko veže na aktin in vleče debele filamente vzdolž tankih filamentov. Ko koncentracija kalcija v celici pade, troponin in tropomiozin znova prekrijeta vezavna mesta na aktinu, zaradi česar se celica sprosti.
Do pred kratkim je veljalo splošno mnenje, da se srčne mišične celice ne morejo obnavljati. Toda izsledki študije, objavljene v izdaji Science 3. aprila 2009, temu prepričanju nasprotujejo. Olaf Bergmann in sodelavci na Inštitutu Karolinska v Stockholmu so opravili raziskavo na vzorcih srčne mišičnine ljudi, rojenih pred letom 1955, ki so je imeli okrog srca zelo malo, pri čemer so imeli številni zaradi te nepravilnosti težave. Z uporabo vzorcev DNK iz številnih src so raziskovalci ocenili, da se pri 4-letniku letno obnovi približno 20 odstotkov srčnih mišičnih celic, približno 69 odstotkov srčnih mišičnih celic 50-letnika pa je nastalo po rojstvu.
Eden od načinov regeneracije kardiomiocitov je delitev že obstoječih kardiomiocitov med običajnim procesom staranja.
V 2000-ih so poročali o odkritju odraslih endogenih matičnih celic srca in objavili študije, v katerih so navajali, da so se lahko v kardiomiocite diferencirale različne matične celice, vključno z matičnimi celicami kostnega mozga, ki bi se zato lahko uporabljale za zdravljenje srčnega popuščanja.  Vendar druge ekipe teh ugotovitev niso mogle ponoviti, številne prvotne študije pa so bile pozneje zaradi znanstvene prevare umaknjene. 

### Razlike med preddvori in prekati
Srčna mišičnina tvori srčne preddvore (atrije) in prekate (ventrikle). Čeprav je mišično tkivo med srčnimi votlinami zelo podobno, so med njimi tudi nekatere razlike. Miokardij, ki ga najdemo v prekatih, je debel, da omogoča močne kontrakcije, medtem ko je miokardij v predddvorih precej tanjši. Med srčnimi votlinami se razlikujejo tudi posamezni miociti, ki tvorijo miokardij. Ventrikularni kardiomiociti so daljši in širši, z gostejšo mrežo tubulov T. Čeprav so temeljni mehanizmi ravnanja s kalcijem med prekatnimi in atrijskimi kardiomiociti podobni, je v atrijskih miocitih tok kalcija manjši in hitreje pojema, obenem pa je ustrezno povečana pufrska sposobnost kalcija. Nabor ionskih kanalov se med votlinami razlikuje, kar pomeni daljše trajanje akcijskega potenciala in večjo obstojnost refraktarnih obdobij v prekatih. Nekateri ionski tokovi, kot je IK (UR), so zelo specifični za atrijske kardiomiocite, zato so možno prijemališče za zdravljenje atrijske fibrilacije.

## Klinični pomen
Bolezni, ki prizadenejo srčno mišičnino, so klinično izjemno pomembne in so v razvitih državah vodilni vzrok smrti. Najpogostejša bolezen, ki prizadene srčno mišičnino, je ishemična bolezen srca, pri kateri se zmanjša dotok krvi v srce. Pri ishemični bolezni srca postanejo koronarne arterije zaradi ateroskleroze zožene. Če ta zoženja postopoma postanejo dovolj velika, da delno omejijo pretok krvi, se lahko pojavi sindrom angine pektoris. To običajno povzroči bolečino v prsnem košu med naporom, ki jo olajša počitek. Če se koronarna arterija nenadoma zelo zoži ali popolnoma zapre, pri čemer se prekine ali močno zmanjša pretok krvi skozi žilo, pride do miokardnega infarkta ali srčnega napada. Če se zapora takoj ne odpravi z zdravili, perkutano koronarno intervencijo ali operacijo, se lahko področje srčne mišičnine trajno zabrazgotini in poškoduje.
Srčna mišičnina se lahko poškoduje tudi kljub normalni oskrbi s krvjo. Vnetje srčne mišičnine imenujemo miokarditis in ga najpogosteje povzroči virusna okužba, včasih pa ga povzroči lastni imunski sistem telesa. Srčno mišičnino lahko poškodujejo tudi alkohol in droge, dolgotrajen visok krvni tlak ali hipertenzija ali trajno nenormalno pospešen srčni utrip. Specifične bolezni srčne mišičnine, imenovane kardiomiopatije, lahko povzročijo, da postane srčna mišičnina nenormalno debela (hipertrofična kardiomiopatija) nenormalno razširjena (dilatativna kardiomiopatija) ali nenormalno trda (restriktivna kardiomiopatija). Nekatera od teh stanj so posledica genskih mutacij in se lahko dedujejo.
Številna od teh stanj lahko, če so dovolj huda, poškodujejo srce v tolikšni meri, da se zmanjša črpalna funkcija srca. Če srce ne more več črpati dovolj krvi, da bi zadovoljilo telesne potrebe, to imenujemo srčno popuščanje. 